# Język cia-cia
Język cia-cia (a. ciacia), czasami cia, także: buton (a. butung), buton południowy – język austronezyjski używany w południowej części wyspy Buton w pobliżu Sulawesi w Indonezji (prowincja Celebes Południowo-Wschodni). W 2005 r. stwierdzono, że posługuje się nim blisko 80 tys. osób. Według innych danych szacunkowych (2024) ma ok. 93 tys. użytkowników.
Jest blisko spokrewniony z językiem muna. Cia-cia ma dużo mniejszy prestiż niż wolio, kolejny spośród znaczących języków wyspy, tradycyjnie związany z rejonem miasta Baubau. Z doniesień wynika, że skupiska użytkowników języka cia-cia występują w różnych zakątkach Indonezji, zwłaszcza w Samarindzie (Borneo Wschodnie), na Molukach i w indonezyjskiej części Nowej Gwinei.
Niektóre źródła informują, że nazwa „cia-cia” ma negatywne zabarwienie, niemniej termin ten pozostaje w powszechnym użyciu. Określenie to pochodzi od formy przeczenia cia, która jest wspólnym elementem wielu dialektów regionu. W publikacji z 1991 r. stwierdzono, że nazwa „cia-cia” została spopularyzowana w latach 60. XX w.; wcześniej poszczególne grupy Cia-Cia identyfikowały się jedynie z nazwami miejscowości i dialektów. Możliwe, że nazwa ta została narzucona przez użytkowników języka wolio. Niejednoznaczne określenie „buton” (lub „butung”) to prawdopodobne zapożyczenie z języka ternate (butu – „targowisko”), nawiązujące do historycznej roli ojczyzny Wolio i Cia-Cia za czasów Sułtanatu Ternate.
Nie jest silnie zagrożony wymarciem, przy czym intensywność jego użycia różni się w zależności od lokalizacji. Doniesienia z 2010 r. sugerują, że cia-cia pozostaje powszechnym środkiem komunikacji (wśród różnych grup wiekowych i w większości sfer życia), choć przede wszystkim na obszarach wiejskich. Społeczność Cia-Cia ma pozytywny stosunek do swojego języka. W użyciu jest także regionalny język wolio.
Jest przede wszystkim językiem ustnym. Historycznie nie miał formy pisanej, a w roli języka literackiego wykorzystywano język wolio (zapisywany alfabetem arabskim). Cia-cia uzyskał międzynarodowy rozgłos w 2009 r., gdy media podały po wywiadzie udzielonym przez burmistrza miasta Baubau, że dokonywane są przymiarki do wprowadzenia koreańskiego alfabetu hangul jako oficjalnego systemu pisma dla tego języka. Wiadomość ta została później zdementowana. Pismo koreańskie przyjęło się w silnie ograniczonym zakresie. Hangul nie jest szeroko znany na całym obszarze językowym; wysiłki na rzecz popularyzacji pisma hangul, podjęte na poziomie szkolnym, zostały bowiem skoncentrowane w obrębie miasta Baubau. W pewnym zakresie znane jest też pismo arabskie (w wariancie buri wolio), nauczane w miejskich szkołach. W praktyce cia-cia bywa zapisywany przy użyciu nieustandaryzowanej ortografii łacińskiej, czemu sprzyja edukacja w języku indonezyjskim. Zapis hangul jest stosowany do prezentacji nazw ulic i miejsc publicznych w Baubau (obok zapisu łacińskiego) oraz w niektórych materiałach dydaktycznych. 
Źródła zapożyczeń w cia-cia to przede wszystkim wolio (w dialektach zachodnich) oraz narodowy język indonezyjski, który stanowi środek komunikacji ponadregionalnej; w najnowszych czasach nasilają się wpływy leksyki indonezyjskiej.
Do końca XX w. istniał niewielki zasób opublikowanych materiałów nt. języka cia-cia. Poświęcono mu indonezyjskie opracowanie z 1991 r. (Struktur Bahasa Cia-Cia), wcześniej nie był bliżej opisywany. W raporcie z 2021 r. (Survey of Cia-Cia and Closely Related Languages...) zawarto opis sytuacji dialektalnej . Starsze dane sprowadzają się do list słownictwa. W 2021 r. ukazał się trójjęzyczny słownik, z tłumaczeniami indonezyjskimi i koreańskimi.

Przykład zapisu hangul

Podręcznik do języka cia-cia

## Zróżnicowanie wewnętrzne
Południowa część wyspy Buton cechuje się bardzo złożoną sytuacją językową. W pracy z 1991 r. wyodrębniono dziewięć dialektów cia-cia: takimpo, wabula, holimombo, kondowa, laporo, lapodi, wakaokili, wolowa, kancinaa-wasoga. Odmiany kancinaa i wasoga zostały praktycznie wyparte przez inne dialekty.
Autorzy analizy leksykostatystycznej z 2021 r. wydzielili dwa podstawowe zespoły dialektalne: zachodni i środkowo-wschodni. Pomniejszy dialekt wasambua jest używany w jednej wsi (Lakambau). Dialekt kaisabu (ze wsi Kaisabu Baru) został sklasyfikowany jako oddzielny język (jest słownikowo odrębny od pozostałych odmian cia-cia i uchodzi za niezrozumiały dla innych społeczności).
Pewną odmianą cia-cia (zwaną „binongko”, „wali” bądź Island Cia-Cia) posługują się mieszkańcy dwóch wsi na południu wyspy Binongko (gdzie przeważa język tukang besi).

## Liczebniki w języku cia-cia[31]
| Język polski           | jeden | dwa  | trzy | cztery | pięć   | sześć | siedem | osiem   | dziewięć | dziesięć |
| Język indonezyjski     | satu  | dua  | tiga | empat  | lima   | enam  | tujuh  | delapan | sembilan | sepuluh  |
| Język cia-cia (hangul) | 디세  | 루아 | 똘루 | 빠아   | 을리마 | 노오  | 삐쭈   | 활루    | 시우아   | 옴뿔루   |
| Zapis łaciński         | dise  | rua  | tolu | pa’a   | lima   | no’o  | picu   | walu    | siua     | ompulu   |